# 黄三平
黄三平（1957年3月—），祖籍湖北黄陂（今武汉市黄陂区），中华人民共和国政治人物。

## 生平
1957年3月，黄三平出生，1978年6月加入中国共产党。
1976年11月，黄三平成为新疆维吾尔自治区博尔塔拉蒙古自治州师范学校的一名教师，之后进入政界，历任中共博尔塔拉蒙古自治州党委办公室秘书、办公室副主任，中共精河县委副书记、书记，博尔塔拉蒙古自治州人民政府副州长。
2004年8月，黄三平调任中共哈密地委副书记、行署常务副专员。2007年7月，黄三平调任中共喀什地委副书记、行署常务副专员。
2009年9月，黄三平转任中共阿克苏地委书记。
2013年7月，黄三平转任中共伊犁哈萨克自治州党委书记、霍尔果斯经济开发区党工委书记兼新疆生产建设兵团第四师党委第一书记、第一政委。2016年12月，出任新疆维吾尔自治区人民政府党组成员，仍为正厅级干部，后出任新疆老龄事业发展基金会理事长。

### 落马
2025年4月2日，黄三平涉嫌严重违纪违法，接受新疆维吾尔自治区纪委监委纪律审查和监察调查。